# Bahnstrecke Kars–Tiflis

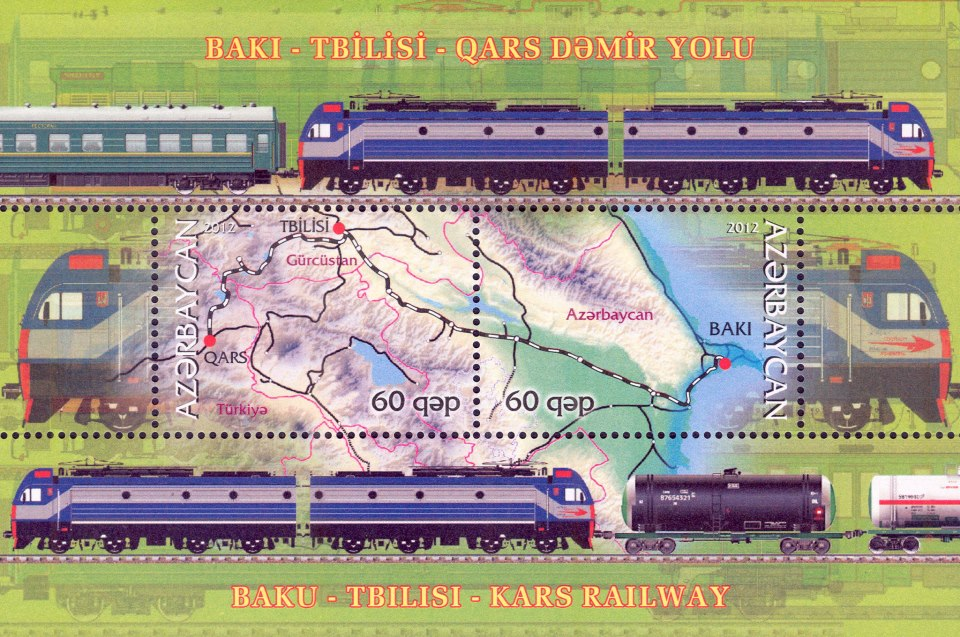

| |                              |                                  |                              |
| Streckenlänge: | 105 km                       |                                  |                              |
| Spurweite: | 1435 mm / 1520 mm            |                                  |                              |
| Stromsystem: | 3000 V =                     |                                  |                              |
| Stromsystem: | 25 kV / 50 Hz (Normalspur) ~ |                                  |                              |
| Maximale Neigung: | 35 ‰                         |                                  |                              |
| |                              |                                  |                              |
| \| \| \| von Ankara \| \| \| \| 0 \| Kars \| Kars \| \| \| \| nach Gjumri (Armenien) \| \| \| \| \| \| \| \| \| 76 \| Türkei / Georgien \| Türkei / Georgien \| \| \| \| \| \| \| \| \| Kartsakhi \| \| \| \| 160 \| Achalkalaki Samsg. \| Achalkalaki Samsg. \| \| \| 152 \| Achalkalaki Stav. \| Achalkalaki Stav. \| \| \| 102 \| Achalkalaki (Spurwechselbahnhof) \| 1700 m \| \| \| \| \| \| \| \| 142 \| Ninozminda \| Ninozminda \| \| \| 140 \| Kilometer 140 \| Kilometer 140 \| \| \| 134 \| Bagdanowka \| Bagdanowka \| \| \| 117 \| Pokani \| Pokani \| \| \| 110 \| Gandsani \| Gandsani \| \| \| 99 \| Taparawani \| 2160 m \| \| \| 94 \| Achali-Chulgumo \| Achali-Chulgumo \| \| \| 87 \| Ayasmi \| Ayasmi \| \| \| 78 \| Trialet \| Trialet \| \| \| 69 \| Zalka \| Zalka \| \| \| 59 \| Bedeni \| Bedeni \| \| \| 43 \| Nardabasewi \| Nardabasewi \| \| \| 29 \| Tetri-Zkaro \| Tetri-Zkaro \| \| \| 18 \| Zinzkaro \| Zinzkaro \| \| \| 8 \| Zchra-Dsma \| Zchra-Dsma \| \| \| \| von Jerewan \| \| \| \| 0/23,1 \| Marabda \| Marabda \| \| \| 17,8 \| Kumisi \| Kumisi \| \| \| 11,2 \| Krzanisi \| Krzanisi \| \| \| \| nach Weli \| \| \| \| 7 \| Ponitschala \| Ponitschala \| \| \| \| von Baku \| \| \| \| 5,7 \| Nawtlugi \| Nawtlugi \| \| \| 4,0 \| Kilometer 2508 \| Kilometer 2508 \| \| \| 3,0 \| Kilometer 2507 \| Kilometer 2507 \| \| \| 1,0 \| Kilometer 2505 \| Kilometer 2505 \| \| \| 0 \| Tbilissis Zentraluri Sadguri \| Tbilissis Zentraluri Sadguri \| \| \| \| nach Poti \| \| |                              |                                  |                              |
| Strecke |                              | von Ankara                       | von Ankara                   |
| Bahnhof | 0                            | Kars                             | Kars                         |
| Abzweig geradeaus und ehemals nach rechts |                              | nach Gjumri (Armenien)           | nach Gjumri (Armenien)       |
| Tunnelanfang |                              |                                  |                              |
| Grenze (im Tunnel) | 76                           | Türkei / Georgien                | Türkei / Georgien            |
| Tunnelende |                              |                                  |                              |
| Bahnhof |                              | Kartsakhi                        | Kartsakhi                    |
| Strecke · Kopfbahnhof Streckenanfang (Strecke außer Betrieb) | 160                          | Achalkalaki Samsg.               | Achalkalaki Samsg.           |
| Strecke · Bahnhof (Strecke außer Betrieb) | 152                          | Achalkalaki Stav.                | Achalkalaki Stav.            |
| Bahnhof · Strecke (außer Betrieb) | 102                          | Achalkalaki (Spurwechselbahnhof) | 1700 m                       |
| Strecke nach links · Abzweig ehemals geradeaus und von rechts |                              |                                  |                              |
| Bahnhof | 142                          | Ninozminda                       | Ninozminda                   |
| ehemaliger Bahnhof | 140                          | Kilometer 140                    | Kilometer 140                |
| ehemaliger Bahnhof | 134                          | Bagdanowka                       | Bagdanowka                   |
| Bahnhof | 117                          | Pokani                           | Pokani                       |
| ehemaliger Bahnhof | 110                          | Gandsani                         | Gandsani                     |
| Bahnhof | 99                           | Taparawani                       | 2160 m                       |
| ehemaliger Bahnhof | 94                           | Achali-Chulgumo                  | Achali-Chulgumo              |
| Bahnhof | 87                           | Ayasmi                           | Ayasmi                       |
| ehemaliger Bahnhof | 78                           | Trialet                          | Trialet                      |
| Bahnhof | 69                           | Zalka                            | Zalka                        |
| ehemaliger Bahnhof | 59                           | Bedeni                           | Bedeni                       |
| Bahnhof | 43                           | Nardabasewi                      | Nardabasewi                  |
| Bahnhof | 29                           | Tetri-Zkaro                      | Tetri-Zkaro                  |
| ehemaliger Bahnhof | 18                           | Zinzkaro                         | Zinzkaro                     |
| Bahnhof | 8                            | Zchra-Dsma                       | Zchra-Dsma                   |
| Abzweig geradeaus und von rechts |                              | von Jerewan                      | von Jerewan                  |
| Bahnhof | 0/23,1                       | Marabda                          | Marabda                      |
| Bahnhof | 17,8                         | Kumisi                           | Kumisi                       |
| ehemaliger Bahnhof | 11,2                         | Krzanisi                         | Krzanisi                     |
| Abzweig geradeaus, nach rechts und von rechts |                              | nach Weli                        | nach Weli                    |
| Bahnhof | 7                            | Ponitschala                      | Ponitschala                  |
| Abzweig geradeaus und von rechts |                              | von Baku                         | von Baku                     |
| Bahnhof | 5,7                          | Nawtlugi                         | Nawtlugi                     |
| ehemaliger Bahnhof | 4,0                          | Kilometer 2508                   | Kilometer 2508               |
| ehemaliger Bahnhof | 3,0                          | Kilometer 2507                   | Kilometer 2507               |
| ehemaliger Bahnhof | 1,0                          | Kilometer 2505                   | Kilometer 2505               |
| Bahnhof | 0                            | Tbilissis Zentraluri Sadguri     | Tbilissis Zentraluri Sadguri |
| Strecke |                              | nach Poti                        | nach Poti                    |

Die Bahnstrecke Kars–Tiflis besteht
- aus einer 105 km langen[Anm. 1] normalspurige Neubaustrecke (NBS) von Kars nach Achalkalaki und der
- Bestandsstrecke Tiflis–Achalkalaki in russischer Breitspur, die in Marabda, 23 km südlich von Tiflis, von der Bahnstrecke Tiflis–Jerewan abzweigt.

## Politische Bedeutung
Durch diese Bahnstrecke erhalten Georgien und Aserbaidschan Anschluss an das europäische Bahnnetz, ohne russische oder armenische Bahnstrecken nutzen zu müssen. Sie wird von den beteiligten Ländern als strategische Verbindung zwischen Asien und Europa mit großem Entwicklungspotential angesehen.

## Geschichte

### Vorgeschichte
Im Zuge der Bahnstrecke Ankara–Achurian bestand seit 1964 ein Eisenbahngrenzübergang zwischen der Türkei und der Sowjetunion mit der Möglichkeit zum Spurwechsel zwischen der Normalspur von 1435 mm (Türkei) und der Russischen Breitspur von 1520 mm (Sowjetunion/Armenien). Der Personenverkehr wurde hier Ende 1988 eingestellt, der Güterverkehr 1990. Nach der Unabhängigkeit Armeniens 1991 und den folgenden tiefgreifenden Differenzen zwischen der Türkei und Armenien wurde der einzige zwischen ihnen bestehende Eisenbahngrenzübergang nie wieder geöffnet.

### Neubaustrecke

#### Bau
Georgien, Aserbaidschan und die Türkei begannen aufgrund dieser politischen Situation den Neubau einer grenzüberschreitenden Strecke zwischen Kars (Türkei) und Achalkalaki (Georgien) und den Ausbau der anschließenden Strecken zu planen. Nach etwa 15 Jahren wurde dann am 13. Januar 2007 in der georgischen Hauptstadt Tiflis ein Vertrag dazu unterzeichnet.
Die Bauarbeiten auf georgischer Seite begannen am 21. Oktober 2007 mit dem ersten Spatenstich. Ursprünglich sollte die Strecke 2010 fertiggestellt werden. Die Arbeiten wurden durch den Kaukasuskrieg im August 2008 unterbrochen. Auf türkischer Seite waren 76 Kilometer Strecke zu bauen. Am 24. Juli 2008 fand der erste Spatenstich für die türkische Teilstrecke statt. Kunstbauten, Oberbau, Fahrleitung und Unterwerke der Ausbaustrecke wurden erneuert oder neu gebaut.

#### Eröffnungen
Am 19. Juli 2017 eröffneten der türkische Verkehrsminister Ahmet Arslan, der georgische Wirtschaftsminister, Dimitri Kumsischwili, und die Direktoren der Eisenbahnen von Georgien, Aserbaidschan und Kasachstan den türkischen Streckenabschnitt und besichtigten die Baustelle des Grenztunnels. Eine weitere Vorbesichtigung fand am 27. September 2017 durch hochrangige Vertreter der Eisenbahnen der Türkei, Georgiens und Aserbaidschans statt.
Am 27. September 2017 fuhr der erste Reisezug von Tiflis nach Achalkalaki, wo das neue – allerdings noch nicht ganz fertiggestellte – Empfangsgebäude eröffnet wurde.
Am 30. Oktober 2017 wurde die Bahnverbindung Kars–Baku mit einer Zeremonie in Baku offiziell eröffnet.

### Finanzierung
Die Türkei übernahm die Kosten für den Bau der 76 Kilometer langen Teilstrecke auf ihrem Territorium. Diese wurde mit 300 Millionen US-Dollar veranschlagt. Für den Neubau der restlichen etwa 26 Kilometer langen Strecke sowie den Ausbau des 153 Kilometer langen Abschnitts Achalkalaki–Marabda-stellte Aserbaidschan Georgien in zwei Raten einen Kredit in Höhe von 775 Millionen US-Dollar für 25 Jahre zur Verfügung. Davon werden 200 Millionen Dollar zu einem Prozent und der Restbetrag mit fünf Prozent verzinst. Es besteht die Option, die Laufzeit des Vertrages um 25 Jahre zu verlängern.
Die Gesamtinvestitionen in der Region Achalkalaki sollen sich auf 300 Millionen US-Dollar belaufen, die Gesamtkosten des Projekts wurden auf 600 Millionen US-Dollar geschätzt.

## Infrastruktur

### Strecke
In Georgien mussten 29 Kilometer Gleis neu verlegt werden, um die Verbindung von Achalkalaki bis zur türkischen Grenze herzustellen. Dazu gehört auch die 26,1 Kilometer lange normalspurige Strecke zwischen dem Grenztunnel und dem neuen Spurwechselbahnhof Achalkalaki in Georgien.
Die 160 Kilometer lange Bestandsstrecke Marabda–Achalkalaki wurde zwischen 1982 und 1986 in drei Abschnitten eröffnet. Sie zweigt in Marabda von der Bahnstrecke Tiflis–Jerewan ab. In Tiflis besteht Übergang zur Strecke Poti–Baku. Die Bestandsstrecke zwischen Achalkalaki und Tiflis wurde ertüchtigt.

### Grenztunnel
Der 4,5 Kilometer lange Tunnel unter der türkisch-georgischen Grenze ist das aufwändigste Bauwerk der Neubaustrecke. Er wurde auch zuletzt fertiggestellt.

### Spurwechselbahnhof
Der Spurwechselbahnhof Achalkalaki liegt etwa 6 Kilometer südlich des bisherigen Kopfbahnhofs Achalkalaki Samsg., der zusammen mit der zu ihm führenden Zufahrtsstrecke stillgelegt wurde. Die Gleisanlagen wurden ganz oder weitgehend abgebaut.

## Betrieb

### Güterverkehr
Offiziellen Verlautbarungen nach ist die Kapazität der Strecke auf ein Güteraufkommen von 5 Millionen Tonnen und eine Million Reisende pro Jahr ausgelegt. Bis 2030 soll die Transportkapazität auf 17 Millionen Tonnen jährlich gesteigert werden. Alle Güter müssen – wegen des Spurwechsels – in Achalkalaki umgeladen werden. Der Güterbahnhof in Achalkalaki ist noch nicht fertiggestellt, ebenso wenig die Elektrifizierung vom Bahnhof zu dem aus der Türkei kommenden Streckenabschnitt und weiter bis zum Grenztunnel (Stand: Januar 2018).

### Personenverkehr
Durchgehender Personenverkehr findet noch nicht statt. Die für durchgehenden Verkehr erforderliche Umspuranlage gibt es noch nicht. Geplant ist eine Anlage des Typs Rafil.
Die Eisenbahn von Aserbaidschan hat für den Verkehr 30 Reisezugwagen bei Stadler Rail bestellt, von denen auch fünf gefertigt sind. Die Produktion wurde unterbrochen, nachdem Zahlungsfristen nicht eingehalten wurden. Die bereits fertiggestellten Wagen sind in der Schweiz abgestellt.